# 茫崖市
茫崖市（ぼうがい-し、モンゴル語：ᠮᠠᠨᠭᠨᠠᠢ ᠶᠢᠨ
ᠬᠣᠲᠠ、チベット語：མང་ནེ་གྲོང་ཁྱེར།）は中華人民共和国青海省海西モンゴル族チベット族自治州に位置する県級市。モンゴル語名はマンナイ。
ツァイダム盆地の北西部にあり、中国における天然資源の重要な鉱区の一つ。北と西で新疆ウイグル自治区と接しており、面積は約5万平方キロ、定住人口は約2万人。漢民族の他、チベット族、回族、サラール族、トゥ族、満州族、ドンシャン族、ウイグル族等16の少数民族が居住している。

## 経済
茫崖市の経済は主に天然資源（石油、硫酸ナトリウム、アスベスト）など鉱業が中心。

## 行政区画
- 鎮：花土溝鎮、マンナイ鎮（茫崖鎮）、冷湖鎮

## 交通

### 鉄道
- 格庫線：ゴルムド駅からコルラ駅をつなぐ鉄道の茫崖駅（花土溝駅から改称された）がある。

### 航空
- 海西花土溝空港（中国語版）